# Жирная Борода
«Капитан Жирная Борода» (англ. Fatbeard) — 7-й эпизод 13-го сезона (№ 188) сериала «South Park», премьера которого состоялась 22 апреля 2009 года. Это финальная серия первой половины тринадцатого сезона. Серия посвящена сомалийским пиратам.

## Сюжет
Под влиянием телевидения Картман решает создать свою пиратскую команду и отправиться в Могадишо (столица Сомали) — «город мечты для любого пирата». Кайл никогда не приветствует идеи Картмана, но на этот раз сразу соглашается, и Эрик чует в этом подвох и спрашивает, отчего Кайл не желает присоединиться. Однако Кайлу удаётся переубедить Картмана, сказав, что «евреи не могут быть пиратами». Искушая красочными рассказами о «богатой» стране, Картман собирает команду, состоящую из Кевина, Клайда, Айка и Баттерса. Сам город оказывается вовсе не таким, каким его представлял Картман. Ребята находят пристанище пиратов, но последние к ним явно не дружелюбны: они решают продать мальчиков первому попавшемуся кораблю, и таким кораблем оказывается французский. Французы быстро находят 5000 евро и получают мальчиков, однако друзья захватывают корабль, угрожая игрушечным световым мечом. В это время Кайл узнает, что Айк присоединился к команде Картмана, уплыл в Сомали, и Кайл решает его спасти. Прибыв на французском корабле, Картман ловко вербует ошарашенных сомалийцев-пиратов, и вместе они создают устрашающую пиратскую команду. Страны Европы просят поддержки в войне с пиратами у США. В это время Кайл добирается до Сомали, однако его тут же ловит пиратская команда. Картман злорадствует и просит у мирового сообщества выкуп за него в размере 10 миллионов евро. Баттерс и Айк узнают с уст их сокомандника, что быть пиратом нисколько не радостно, что каждый раз, когда происходит очередное нападение, ему страшно за свою жизнь, страшно за то, что если он ничего не раздобудет, то его семья и друзья могут погибнуть. Услышав это, Баттерс пытается переубедить Картмана и уехать, но Картман стоит на своём, угрожая расправой пиратов над ним. Заканчивается серия тем, что всю команду пиратов, кроме Картмана и его друзей, расстреливают морпехи США.

## Пародии
- Айк носит точно такой же головной убор (шляпа, бандана и фенечка), что и капитан Джек Воробей (пенталогия "Пираты Карибского Моря").
- Когда Картман заставляет Кайла «прогуляться по доске», Кайл произносит: «Картман, заканчивай», после чего тот его поправляет: «Капитан Картман». Точно так же поправляет своих собеседников капитан Джек Воробей (Пираты Карибского Моря).

## Факты
- Первая значительная роль прежде фонового персонажа Кевина. Также в этом эпизоде становится известна его фамилия — Стоули (англ. Stoley).
- Картман выгоняет из «пиратской» команды рыжего мальчика, мотивируя это тем, что у «рыжих нет души». То же он утверждал и в серии «Рыжие дети».
- Айк из еврейской семьи, при этом Картман ничего не говорит о его вступлении в клуб. Хотя по радио сказал, что нельзя вступать евреям, мексиканцам и рыжим. Возможно, это потому, что Айк еврей только по конфессии, а по происхождению канадец.
- Кевин перепутал пиратов со «Звёздными войнами», взяв световой меч вместо простого кинжала, в серии «Возвращение братства кольца в две башни» он перепутал «Властелина Колец» и «Звёздные войны», придя в шлеме Имперского штурмовика.
- Лодочный мотор на катере пиратов называется «Yamoha».